# تبدیل منبع
تبدیل منبع فرایند ساده‌سازی یک حل مدار، به ویژه با منابع ترکیب‌شده، با تبدیل منابع ولتاژ به منابع جریان و برعکس، به ترتیب با استفاده از نظریه تونن و قضیه نرتون است. 

## روند
انجام یک تبدیل منبع شامل استفاده از قانون اهم برای گرفتن منبع ولتاژ موجود به صورت سری با مقاومت و جایگزین کردن آن با یک منبع جریان موازی با همان مقاومت، یا برعکس. منابع تبدیل شده یکسان تلقی می‌شوند و می‌توانند در یک مدار جایگزین یکدیگر شوند.
تبدیل منابع محدود به مدارهای مقاومت نمی‌شود. می‌توان آن‌ها را با استفاده از خازن‌ها و سلف‌ها با بیان عناصر مدار به عنوان امپدانس و منبع در حوزه فرکانس انجام داد. به طور کلی، مفهوم تبدیل منبع، کاربردی از قضیه تونن برای یک منبع جریان یا قضیه نورتون برای منبع ولتاژ است. با این حال، این بدان معنی است که تبدیل منبع با همان شرایطی که قضیه تونن و قضیه نورتون محدود است محدود می‌شود. یعنی اینکه بار به صورت خطی رفتار می‌کند، و حاوی منابع ولتاژ یا جریان وابسته نیست. 

## محاسبه مثال
با استفاده از قانون اهم محاسبه تبدیل منابع آسان است. اگر یک منبع ولتاژ سری با یک امپدانس وجود داشته باشد، می توان با تقسیم مقدار منبع ولتاژ به مقدار امپدانس، مقدار منبع جریان معادل آن را به موازات امپدانس یافت. عکس آن همچنین بیان می‌کند: اگر یک منبع جریان به طور موازی با یک امپدانس موجود باشد، ضرب مقدار منبع جریان با مقدار امپدانس منبع ولتاژ معادل سری با امپدانس را فراهم می‌کند. یک مثال بصری از تبدیل منبع را می‌توان در شکل 1 مشاهده کرد. 
{\displaystyle V=I\cdot Z,\qquad I={\cfrac {V}{Z}}}

## اثبات مختصر قضیه
تحول را می توان از قضیه یکتایی حاصل کرد. در متن حاضر، این بدان معنی است که یک جعبه سیاه با دو ترمینال باید رابطه‌ای کاملاً مشخص و منحصر به فرد بین ولتاژ و جریان آن داشته باشد. به راحتی می‌توان تأیید کرد که تبدیل فوق در واقع همان منحنی VI را نشان می‌دهد و بنابراین تبدیل معتبر است. 